# Liste des longs métrages ouzbeks proposés à l'Oscar du meilleur film international
Cet article présente la liste des longs métrages ouzbeks proposés à l'Oscar du meilleur film international.

## Films proposés par l'Ouzbékistan
| Année (cérémonie) | Titre français                  | Titre original                  | Langue(s) | Réalisateur            | Résultat    |
| ----------------- | ------------------------------- | ------------------------------- | --------- | ---------------------- | ----------- |
| 2020 (92e)        | Issiq non (gl)                  | Issiq non (gl)                  | ouzbek    | Oumid Khamdamov        | Non nommé   |
| 2021 (93e)        | Faridaning 2000 qoʻshigʻi (uz), | Faridaning 2000 qoʻshigʻi (uz), | ouzbek    | Yolqin Toʻychiyev (en) | Non nommé   |
| 2022 (94e)        | Faridaning 2000 qoʻshigʻi (uz), | Faridaning 2000 qoʻshigʻi (uz), | ouzbek    | Yolqin Toʻychiyev (en) | Disqualifié |